# Joyce Anelay
Joyce Anelay (Londres, 1947) es una política ministra de Estado británica de Asuntos Exteriores desde 2014.
En 1996, fue creada una baronía que le fue concedidoa Baroness Anelay of St John's.

## Distinciones honoríficas
- DBE (1995)
- Baronesa (1996)